# 瑞典足球
瑞典的最受歡迎運動是足球，有超過240,000名註冊球員（其中56,000名是女球員）和240,000名青年球員。足球於1870年傳入瑞典，1896年產生首個冠軍，瑞典足球協會則於1904年成立。縱使瑞典人口少於其他足球強國，但男子和女子國家足球隊的成績都不俗。

## 歷史

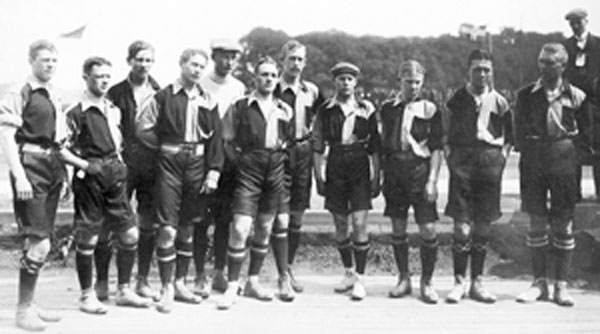
1908年首支瑞典國家足球隊。

足球於1870年代自英國傳入瑞典，當時體操隊參與大多數運動，也是足球運動的主要參與者。受英國影響，足球在瑞典迅速興起，哥德堡、斯德哥爾摩和維斯比的球會在1885年共同制訂了首個球例。1890年，瑞典舉行了首場國際賽事，兩年後舉行了以現代球例進行的賽事。
「瑞典體育會」（Svenska Idrottsförbundet）是首個管理瑞典國家足球賽事的組織，1895年在當時足球最盛行的哥德堡成立。瑞典體育會在1896年舉辦瑞典錦標賽（Svenska Mästerskapet），由奧爾格里特IS勝出。最後一屆錦標賽於1925年舉行，其後由瑞典超級足球聯賽（Allsvenskan）取代。IFK體育會在1890年代開始參與足球運動。
此後，足球運動日漸發展，現時約有3,300個球會，32,700個球隊，約1百萬名球員，其中一半為活躍球員。

## 聯賽制度
聯賽制度由足球協會管理，以1-1-2-6-12形式組織：最高級是瑞典超級足球聯賽（Allsvenskan），第二級是瑞典甲組足球聯賽（Superettan），第三級是2個Division 1，第四級是6個Division 2，第五級是12個Division 3。現行聯賽制度在2006年賽季開始實施，在瑞甲和Division 2兩級之間加入了Division 1。

## 盃賽制度
國家盃賽「瑞典盃」總共由98隊角逐，包括瑞超和瑞甲的全部30隊和來自低級聯賽的68隊。低級聯賽隊伍的參賽資格，是以該地區的註冊球員數目決定。
2004年，皇家聯賽由瑞典、挪威和丹麥成立，勝出隊伍是為斯堪的納維亞冠軍。瑞超的四強隊伍可出戰皇家聯賽。

## 國際榮譽
瑞典國家足球隊的首場國際賽事，是1908年對戰挪威國家足球隊。國家隊的成績不俗，在1958年世界盃和1994年世界盃中奪得亞軍，1948年夏季奧運會中奪得冠軍。女子國家隊則在女子足球發展中領先，奪得非官方的1984年歐洲女子足球代表隊競賽冠軍、2003年世界盃亞軍。
瑞典球會曾三次參與歐洲盃決賽，IFK哥德堡在1982和1987年歐洲足協盃兩度奪冠，馬爾默FF在1979年歐洲冠軍聯賽決賽中落敗。

## 瑞典錦標
瑞典足球錦標（Svenska mästare i fotboll）現由瑞超勝出者持有。錦標的歷史可追溯至1896年，但1926和1930年間並沒有球隊持有錦標。至現時為止，105次錦標分別由18個球隊奪得，最成功的球隊是：IFK哥德堡（18次）、馬爾默FF（15次）、IFK北雪平（12次）和奧爾格里特IS（12次）。來自三大城市──斯德哥爾摩、哥德堡和馬爾默──的球隊奪得大部份錦標，共計71次；然而，小城市也偶有球隊奪標，如奥特维达贝里市镇的奧特維達貝里FF曾於1972和1973年連續奪得兩屆錦標。
最近6屆錦標持有者是：
- 2004年：馬爾默FF
- 2005年：佐加頓斯IF
- 2006年：IF埃爾夫斯堡
- 2007年：IFK哥德堡
- 2008年：卡爾馬FF
- 2009年：AIK足球會

## 競賽紀錄

### 歐洲俱樂部冠軍盃（歐冠前身）
下列球隊曾晉身歐洲俱樂部冠軍盃淘汰圈。
- 決賽
  - 馬爾默FF（1978-79年）
- 準決賽
  - IFK哥德堡（1985-86年）
- 半準決賽
  - 佐加頓斯IF（1955-1956年）
  - 馬爾默FF（1960-61年）
  - 奧特維達貝里FF（1974-75年）
  - IFK哥德堡（1984-85年、1988-89年）

### 歐洲冠軍聯賽
下列球隊曾晉身歐洲冠軍聯賽淘汰圈。
- 半準決賽
  - IFK哥德堡（1994-95年）
- 分組賽
  - IFK哥德堡（1992-93年、1996-97年、1997-98年　）
- 第一圈分組賽
- AIK足球會（1999-2000年）、赫爾辛堡IF（2000-01年）

### 歐洲足協盃
下列球隊曾晉身歐洲足協盃淘汰圈。
- 冠軍
  - IFK哥德堡（1981-82年、1986-87年）
- 三十二強
  - 赫爾辛堡IF（2007-08年）

## 外部連結
- （瑞典文）（英文）瑞典足球協會 （页面存档备份，存于）